# ディーゼルエンジンの暴走
ディーゼルエンジンの暴走（ランオン、ディーゼリングとも）とは、エンジンが意図しない箇所から余分な燃料を取り込むことによりエンジンが高速回転する現象である。エンジンはオーバースピードになり、機械的な故障や潤滑不足により焼付き、破壊されるまでエンジンは回転し続ける。焼玉エンジンやジェットエンジンも同じプロセスで暴走することがある。

## 原因
ディーゼルエンジンでは、トルクと回転速度はトルクコントロールシステムによって制御されている。つまり、吸気過程のたびに、エンジンは燃料と混合されていない空気を吸入し、燃料は圧縮過程で圧縮された後にシリンダー内に噴射される。圧縮過程の終わり付近では空気温度が高いため、燃料が噴射されると混合気が自然燃焼する。出力トルクは、噴射される燃料の量を調整することで制御され、燃料が多く噴射されるほど、発生するトルクは高くなる。ストロークあたりの燃料供給量を調整することで、空気と燃料の混合比が変化する。したがって、混合比の調整そのものが不要となるため、スロットルバルブは不要となる。
ディーゼルエンジンは、様々な種類の石油や可燃性ガスなど、多種多様な燃料を燃焼させることができる。つまり、何らかの漏れや故障があり、意図せずに燃焼室に入るオイルや燃料の量が増えると、空気と燃料の混合比が上がり、トルクと回転数が上がる。
エンジン暴走の原因となる燃料漏れやオイル漏れは、内部と外部の両方に原因がある。ターボチャージャーの故障は、大量のオイルミストがインテークマニホールドに侵入する原因となり、インジェクションポンプの欠陥は、意図せず大量の燃料が燃焼室に直接噴射される原因となる。ディーゼルエンジンを可燃性ガスが使用される環境で運転する場合、ガス漏れがエンジンのインテークマニホールドに侵入すると、エンジンの暴走につながる恐れがある。

## 停止方法
ディーゼルエンジンの暴走を止めるには、カバーやプラグを使って物理的に吸気口を塞ぐか、あるいは二酸化炭素消火器を吸入口に噴射しエンジンを窒息するといった方法がある。また、MT車では、フットブレーキとサイドブレーキを完全にかけた状態で、4速、5速、6速などのハイギヤを入れ、クラッチを素早くつなぎ、意図的にエンストを起こすことによりエンジンの暴走を止めることができる。この方法はトランスミッション全体に大きな損傷を与える可能性があるため、最終手段とすべきである。